# Хвостоколовые

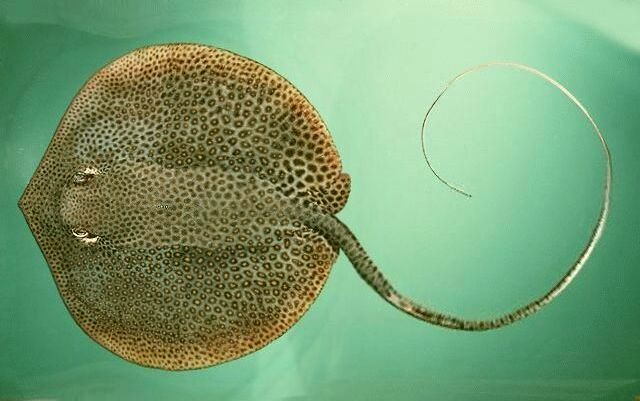
Скат-хвостокол Himantura uarnak с восточного побережья Австралии

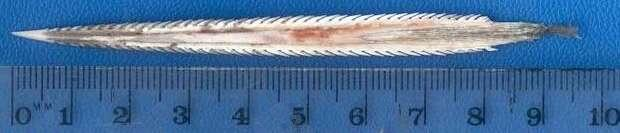
Шип ската, имевшего диаметр диска тела 80 см.

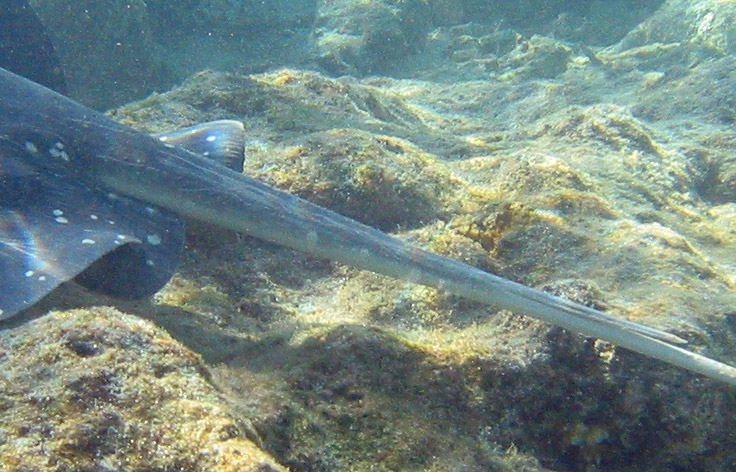
Хвост с шипом (сверху) ската-хвостокола

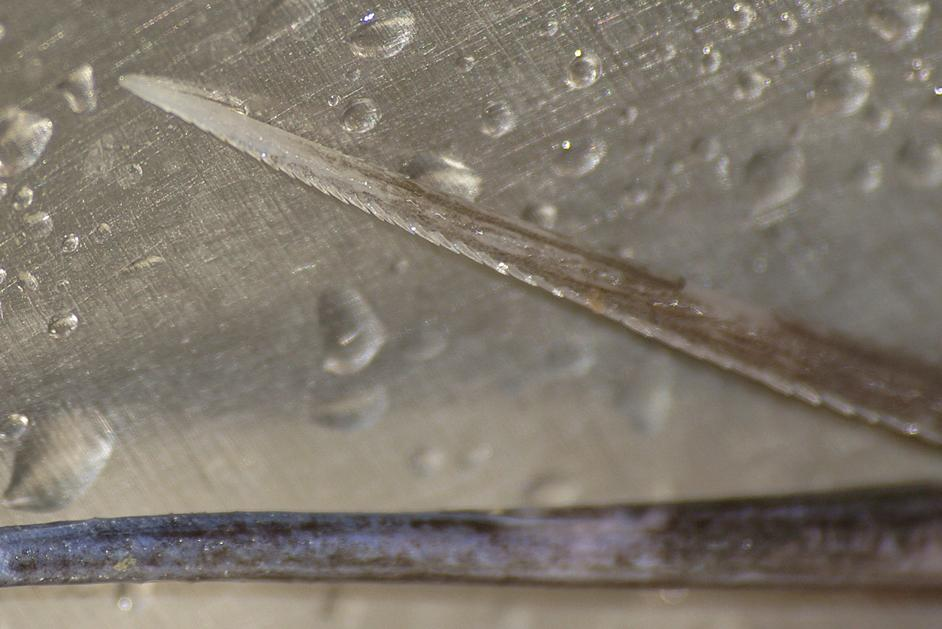
Шип и часть хвоста (внизу) ската-хвостокола

Хвостоко́ловые, или скаты-хвостоколы (лат. Dasyatidae) — семейство хрящевых рыб отряда хвостоколообразных надотряда скатов. Они обитают во всех тропических и субтропических морях. Большинство хвостоколовых ведут донный образ жизни. Они встречаются в мелких прибрежных водах, заплывают в лагуны, мангровые заросли и солоноватые эстуарии рек. Исключением является вид Pteroplatytrygon violacea, который ведёт эпипелагический образ жизни и держится в открытом море.
Размножение происходит путём яйцеживорождения. Эмбрионы развиваются в утробе матери, питаясь желтком и гистотрофом. Это довольно крупные рыбы, ширина диска достигает 2 м и более. Грудные плавники срастаются с головой, образуя ромбовидный или овальный диск. Ширина диска более чем в 1,3 раза превосходит его длину.
Название семейства происходит от слова др.-греч. δασύς — «мохнатый», «густой».

## Описание
Тело скатов-хвостоколов плоское. Края грудных плавников срастаются с боками тела и головой, образуя диск в виде овала или ромба. Мигательная перепонка отсутствует. Спинного, анального и хвостового плавников нет. Тонкий хвост намного длиннее диска. У всех скатов-хвостоколов за исключением Urogymnus asperrimus на хвосте имеется как минимум 1 ядовитый шип. На вентральной стороне шипа или шипов имеются бороздки, соединённые с ядовитыми железами.
Шип покрыт тонким слоем кожи, рудиментарной оболочкой, в которой концентрируется яд. Глаза скатов расположены сверху. Позади глаз находятся брызгальца — дыхательные отверстия жабр, необходимые для дыхания в песке. На вентральной стороне диска расположены ноздри, рот и 5 пар жаберных щелей. Между ноздрями имеется бахромчатый кожаный лоскут. Дно ротовой полости покрыто мясистыми отростками.
Скаты, как и другие хрящевые рыбы, являются обладателями чувствительных к электрическим полям сенсоров. Эти электрорецепторы позволяют установить местонахождение жертвы и идентифицировать её по специфическим для каждого вида электрическим полям. Зубы скатов образуют толстые пластины, способные вскрыть даже раковины.
Кожа хвостоколов гладкая, почти бархатистая на ощупь. Окраска спины тёмная, коричневатых или серых, иногда грязных тонов. Зачастую спина ската покрыта пятнами, полосами или кольцами. Брюхо светлое.

## Биология
Большую часть времени скаты-хвостоколы проводят на дне, зарывшись в грунт. Иногда они держатся в зоне прибоя, поскольку их плоское тело способно сохранять стабильное положение у дна. Рацион состоит в основном из моллюсков, червей, ракообразных и рыб. В свою очередь, хвостоколовые могут стать добычей акул.

### Размножение
У скатов, как и у всех хрящевых рыб, внутреннее оплодотворение. Скаты-хвостоколы яйцеживородящие. Копулятивный орган самцов — пара птеригоподиев, каждый из которых является видоизменённой задней частью брюшного плавника. Спаривание многих скатов происходит зимой. Во время спаривания самец находится сверху самки почти вплотную следуя за ней и, прикусив её за край грудного диска, вводит один из птеригоподиев в клоаку самки. Плодовитость скатов невелика, оплодотворённые яйца развиваются в утробе матери и питаются желтком и гистотрофом. Эта жидкость выделяется специальными выростами, расположенными на стенках матки. Такие выросты проникают в брызгальца эмбрионов, и питательная жидкость попадает прямо в пищеварительный тракт. Новорождённые малыши остаются в теле матери до тех пор, пока из них не появятся маленькие скаты. Сразу после рождения опускаются на дно, где в песке откапывают добычу: червей, раков, креветок.

### Классификация
В семействе хвостоколов 8 родов с 88 видами:
- Dasyatis Rafinesque, 1810 — Хвостоколы[2] (41 вид)
- Himantura J. P. Müller and Henle, 1837 — Хвостоколы-гимантуры
- Makararaja T. R. Roberts, 2007
- Neotrygon Castelnau, 1873
- Pastinachus Rüppell, 1829
- Pteroplatytrygon Fowler, 1910
- Taeniura J. P. Müller and Henle, 1837 — Тэниуры
- Urogymnus J. P. Müller and Henle, 1837 — Скаты-голохвосты

## Взаимодействие с человеком
Поскольку большую часть времени хвостоколовые проводят на дне, зарывшись в грунт, на них можно случайно наступить. Они потенциально опасны для человека из-за шипа, расположенного на хвосте, которым обычно пользуются не для нападения, а для защиты.
Мясо скатов-хвостоколов съедобно. Их ловят на крючок и бьют гарпуном. Рецепты блюд из мяса скатов присутствуют во многих кухнях мира, наиболее часто используют сушёное мясо. Например, в Сингапуре и Малайзии скатов жарят на углях, а затем подают с острым соусом самбал. В целом больше всего ценятся «крылья», «щёчки» (область вокруг глаз) и печень. Остальные части слишком жёсткие, чтобы использовать их в кулинарии.
В целом, состояние популяций семейства не вызывает опасений, хотя статус некоторых видов, например Taeniura meyeni, Dasyatis colarensis, Dasyatis garouaensis и Dasyatis laosensis свидетельствует об угрозе.
Во время подводных съёмок документального фильма в результате удара ската-хвостокола погиб известный натуралист и естествоиспытатель Стив Ирвин. Удар пришёлся точно в область сердца.